# Songs for the Last View
Songs For The Last View es el octavo álbum de la banda alemana Lacrimas Profundere lanzado el 27 de junio en Europa y resto del mundo en julio. Éste es el primer álbum de los integrantes Roberto Vitacca y Peter Kafka. El estilo vocal de Rob Vitacca es sustancialmente distinto al de Christopher Schmid. Mientras que este último tenía una voz baritona no tan profunda, el nuevo vocalista se acerca más al estilo del vocalista de Sisters of Mercy.

## Lista de canciones

### Disco 1
1. The Last View
2. A Pearl
3. The Shadow I Once Kissed
4. Veins
5. We Shouldn't Be Here
6. And God's Ocean
7. Suicide Sun
8. Dear Amy
9. A Dead Man
10. Sacrificial Lamb
11. Lullaby for a Weeping Girl
12. While
13. Burn [digipack bonus]
14. The Beauty Of Who You Are[digipack bonus]
15. The Shadow I Once Kissed [digipack bonus]
16. Sweet Letter C [digipack bonus]

### Disco 2 DVD edición limitada
1. "A Pearl" [video]
2. Making Of "A Pearl"
3. Tour Movie
4. Live Footage
5. Intro
6. My Velvet Little Darkness
7. Again It's Over
8. Sweet Caroline
9. Amber Girl
10. My Mescaline
11. For Bad Times
12. Should
13. To Love Here On Knees
14. Sarah Lou
15. One Hopes Evening
16. Ave End

## Curiosidades
- En la compra del disco por vía Internet en Amazon, se incluye en el disco la canción "Sarah Lou" (Piano versión) interpretada por Rob Vitacca.

## Repartición
- Oliver Nikolas Schmid - Guitarra
- Roberto Vitacca - Voz
- Peter Kafka - Bajo
- Korl Fuhrmann - Batería
- Tony Berger - Guitarra

## Músicos invitados
- Christopher Schmid - Backing Vocals
- Daniela Heike - Voz Femenina
- Christian Steiner - Sintetizadores/Teclados
- Benny Richter - Teclados
- Erik Damkohler - Teclados